# 伊斯梅尔·纳杰尔
伊斯梅尔·纳杰尔（波斯語：‎；1960年—），伊朗政治家。
伊斯梅尔·纳杰尔出生于塞姆南省的索尔赫县。2005年至2009年期间担任库尔德斯坦省省长。2010年至2013年期间担任克尔曼省省长。2013年起担任伊朗内政部副部长、国家灾害管理组织负责人。
2020年，伊朗暴发2019冠状病毒病疫情。3月9日，国家灾害管理组织确认其SARS-CoV-2检测结果呈阳性，意味着他感染了2019冠状病毒病。